# 深圳市福田区石厦学校
石厦学校（英语：Shenzhen Futian Shixia School）是中國广东省深圳市的一所九年一贯制学校。于1995年设立中学部并命名为为石厦中学，随后于1999年设立小学部，并更名为石厦学校。学校分为小学部与中学部两个校区，由一条天桥连接。

## 概况
学校分为小学部与中学部两个校区，由一条天桥连接。小学部拥有一栋教学楼与综合楼。中学部拥有一栋教学楼，体育馆与综合楼。中学部综合楼与2016年完工并投入使用，小学部综合楼于十三五期间进行扩建。
小学部与2018年9月底起开始原址拆除，进行重建。预计于2020年新教学楼建成后重新恢复使用。施工期间，学生与马路对面的临建校区上课。

## 姊妹学校
- 昆士兰州费雷泽海岸圣公会学校（英语：Fraser Coast Anglican College）[9]

## 历任校长
- 肖以悟(2001年8月~?)
- 李永生(?~2017)
- 王明慧(2017~至今)

## 图集

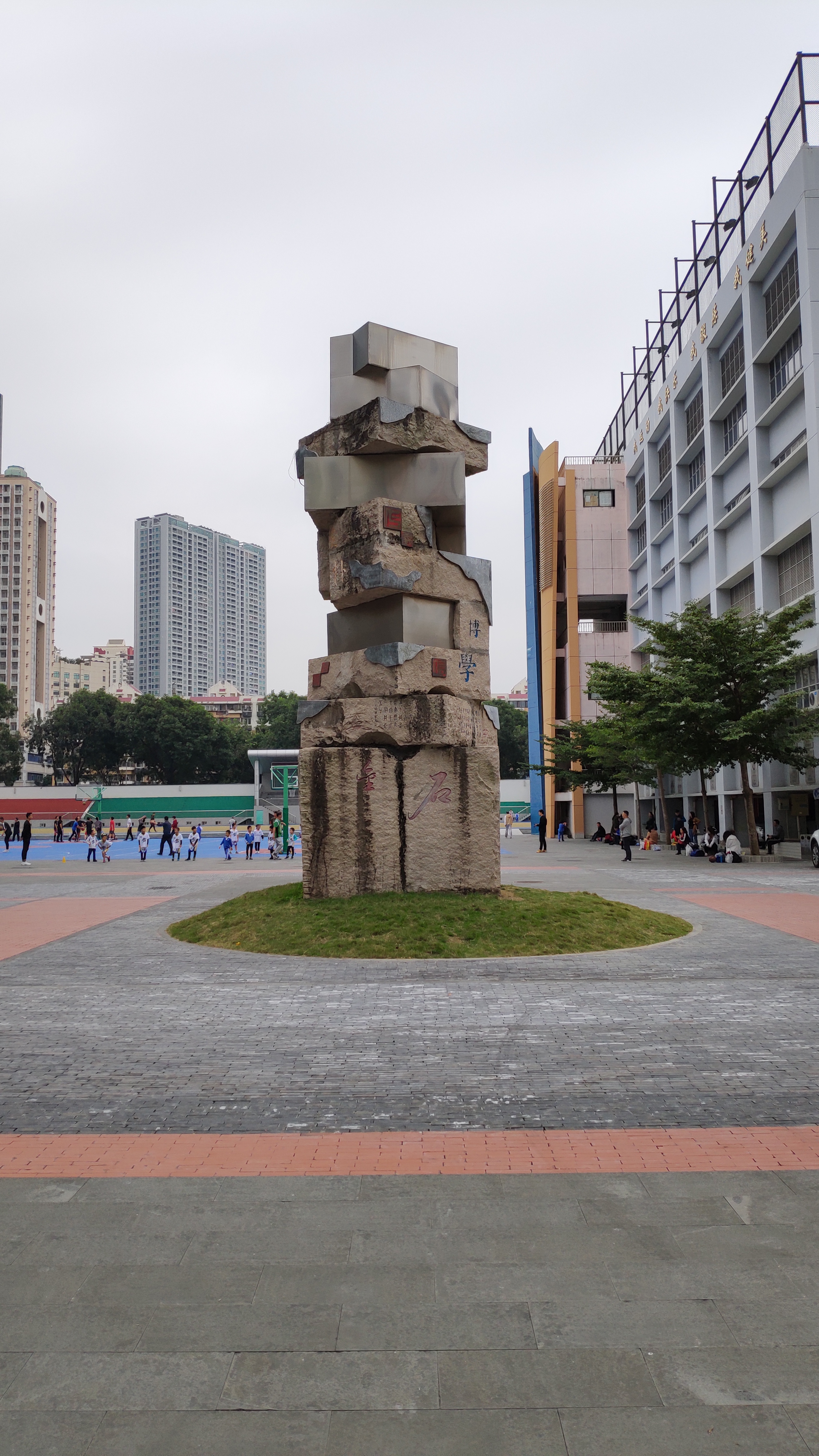
“垒石为厦”雕塑
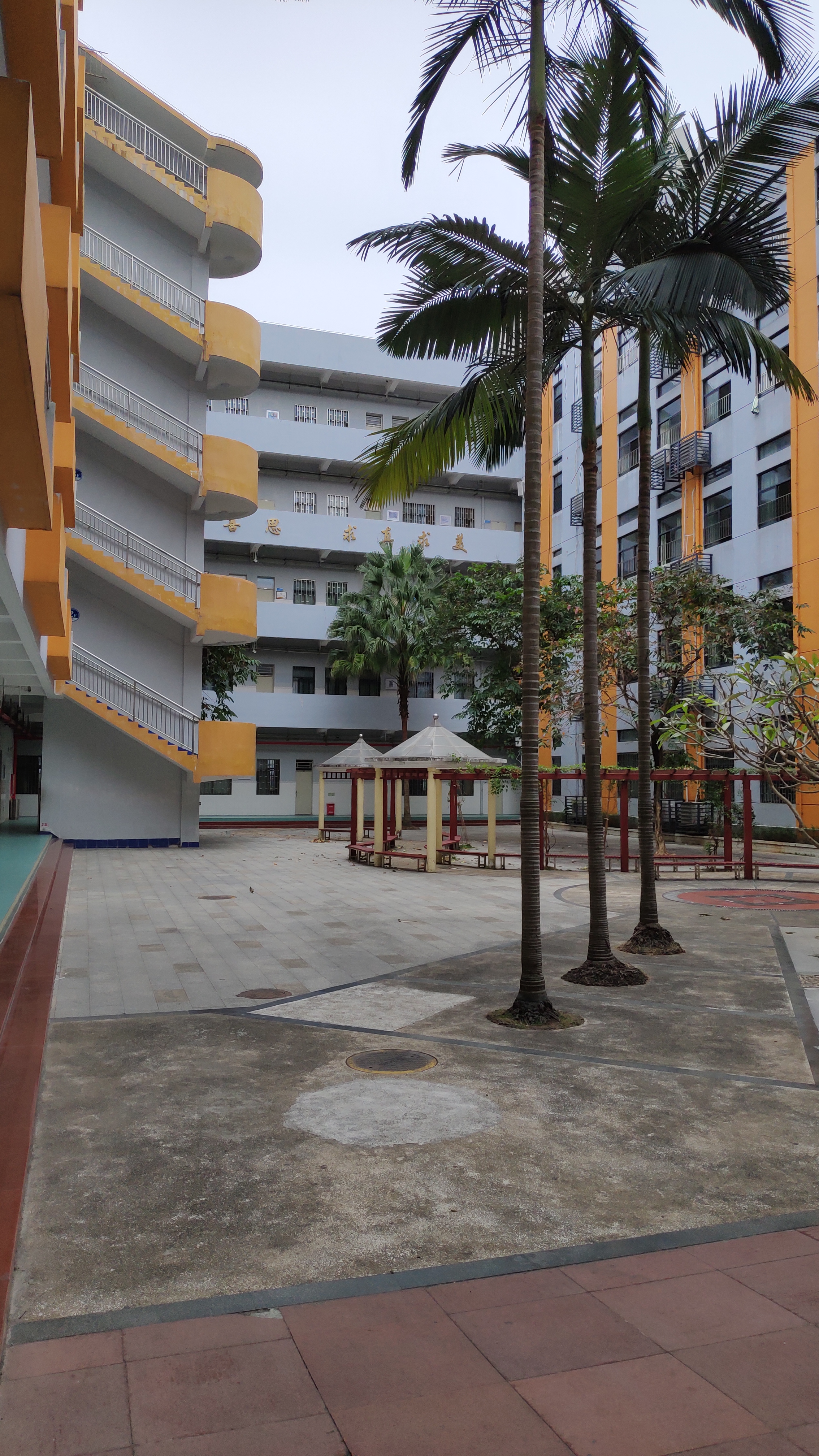
教学楼中庭花园
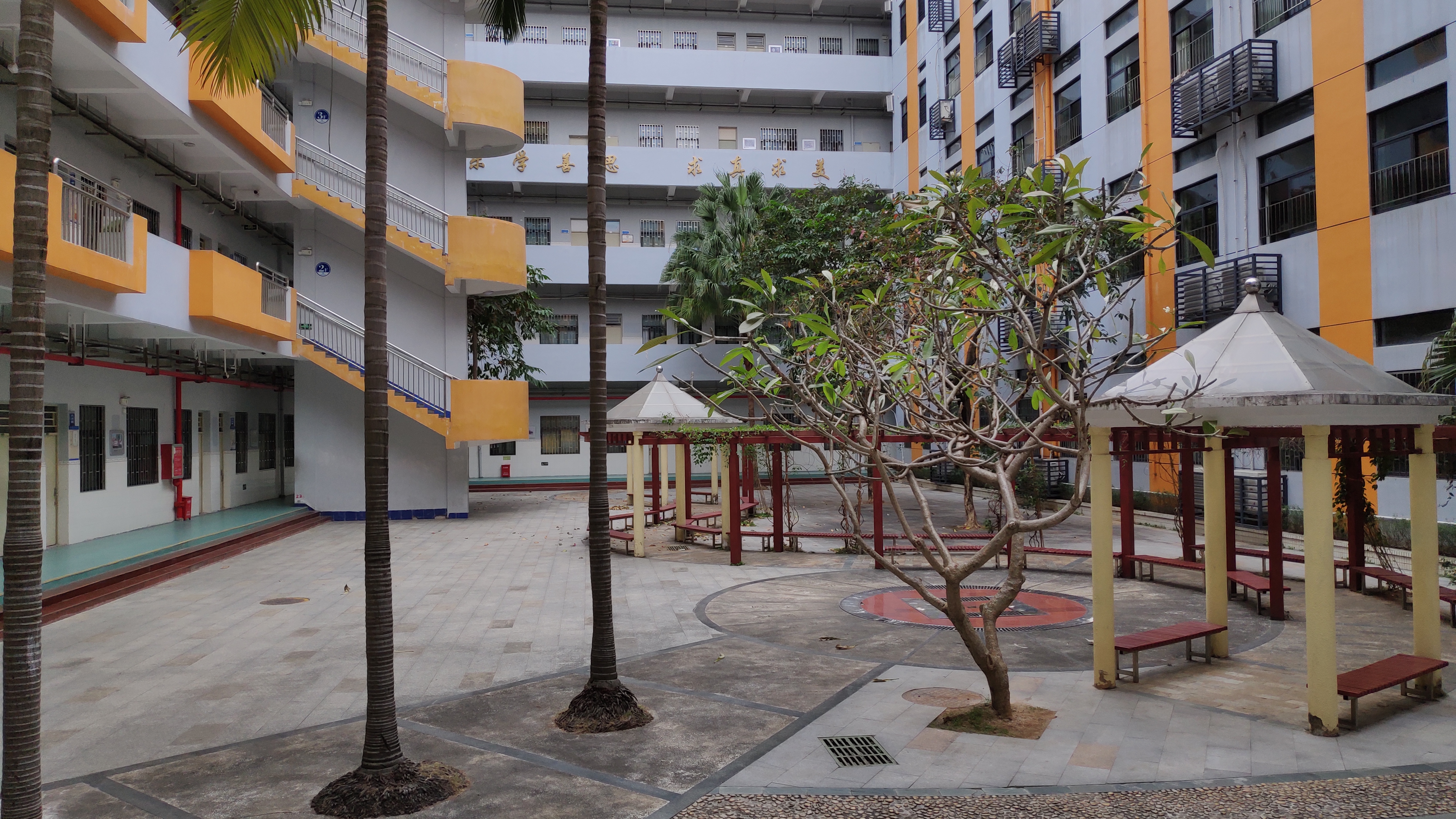
教学楼中庭花园
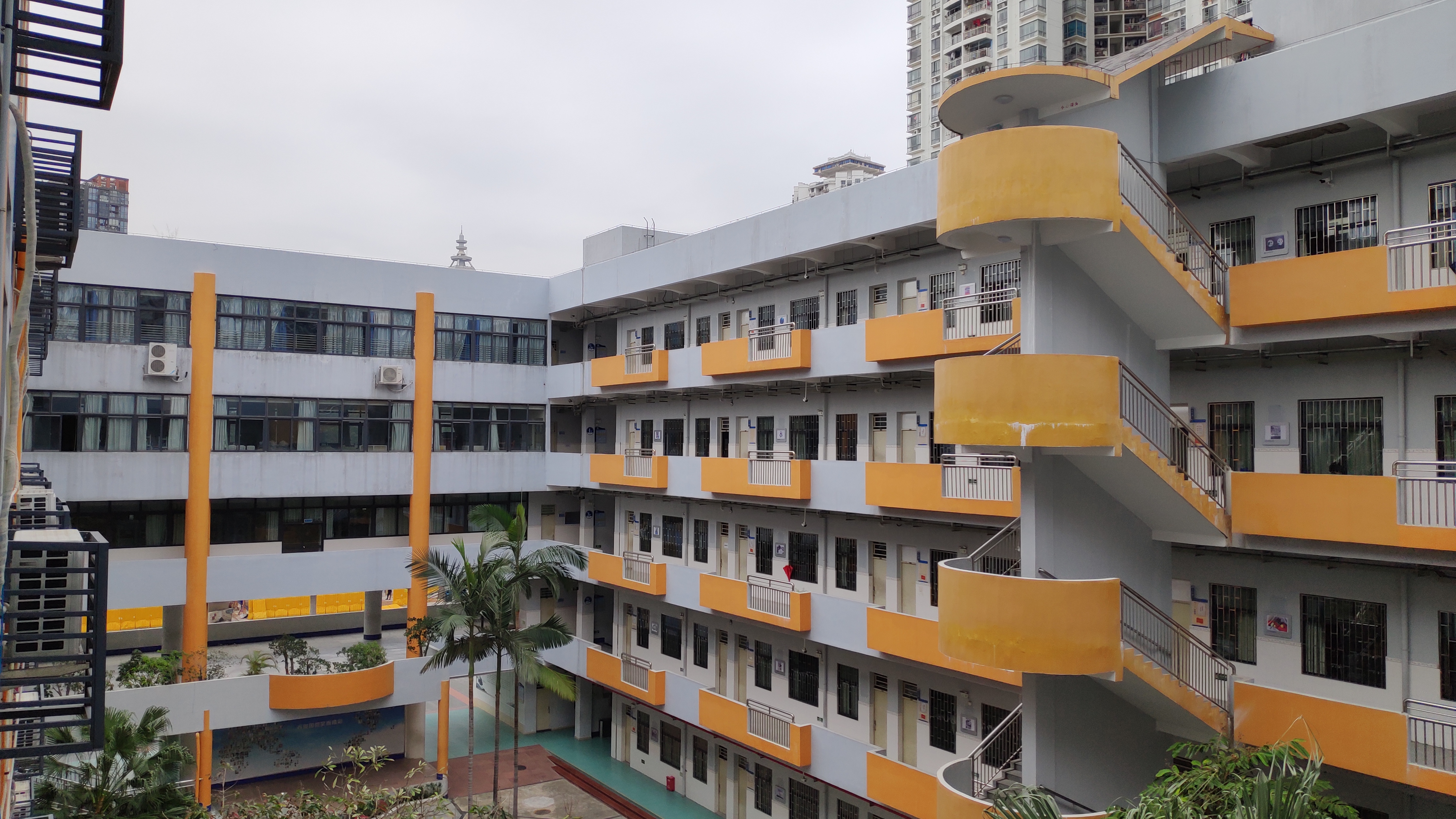
教学楼
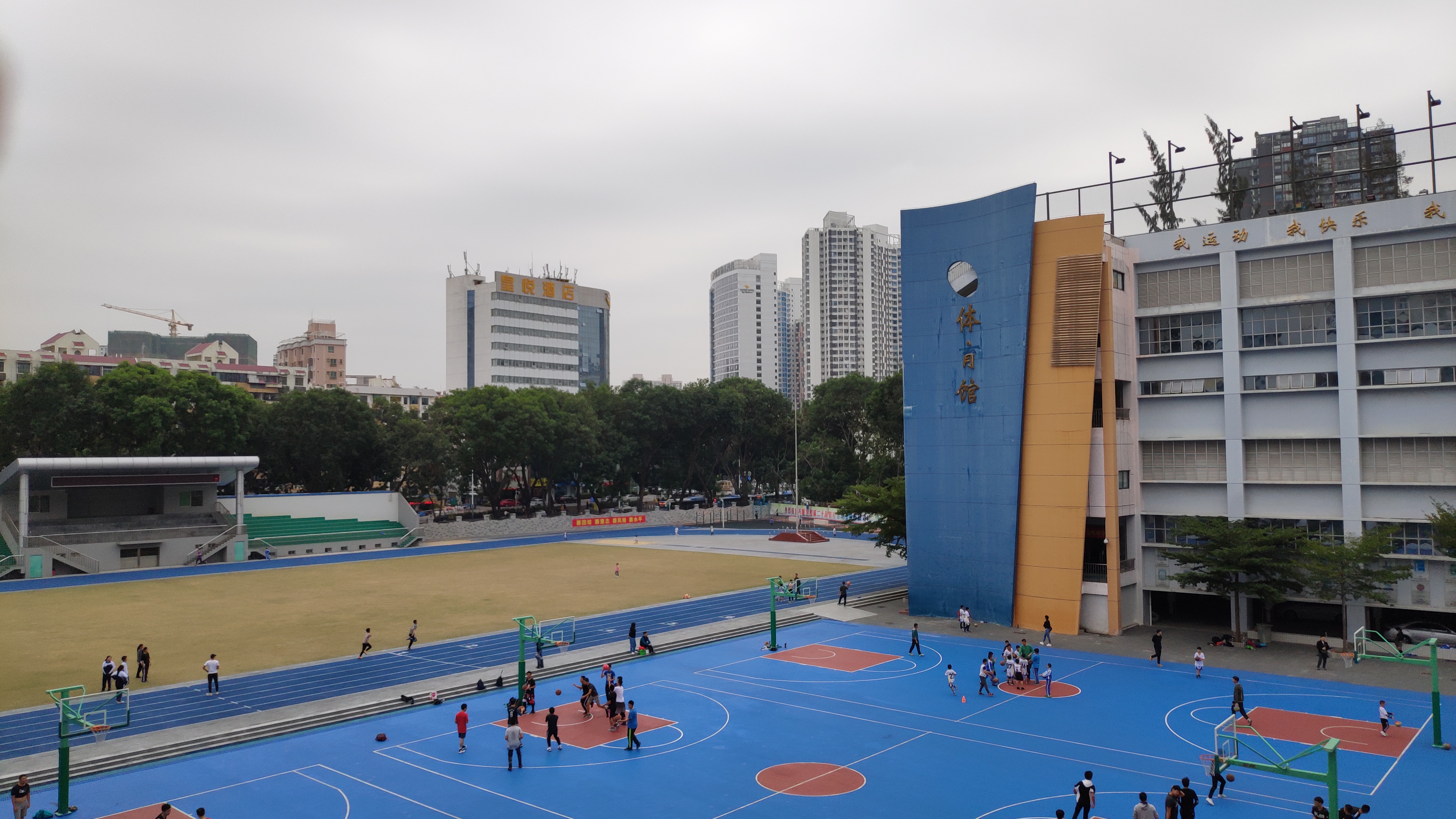
篮球场与田径跑道，后方建筑为体育馆
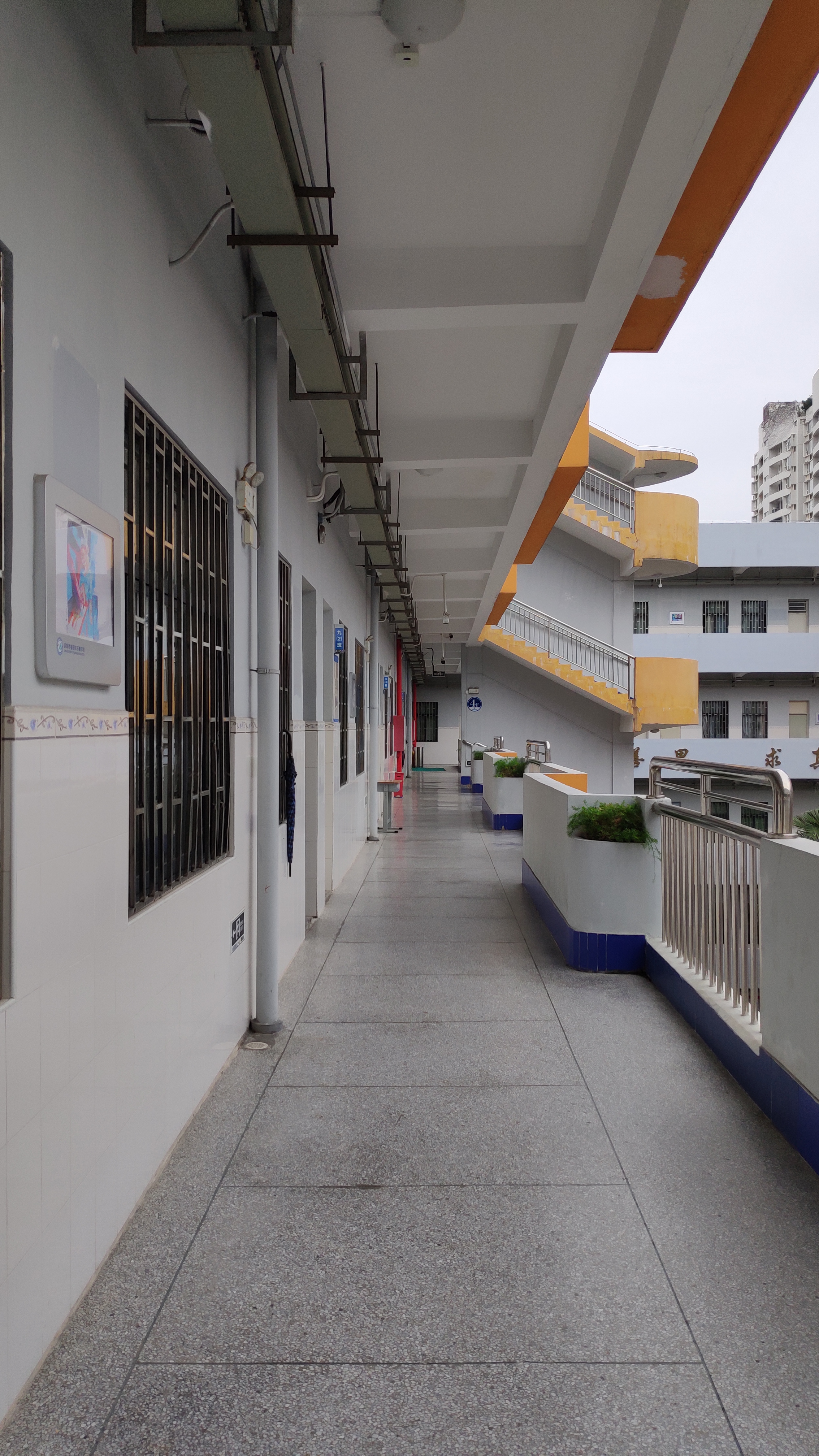
教学楼走廊
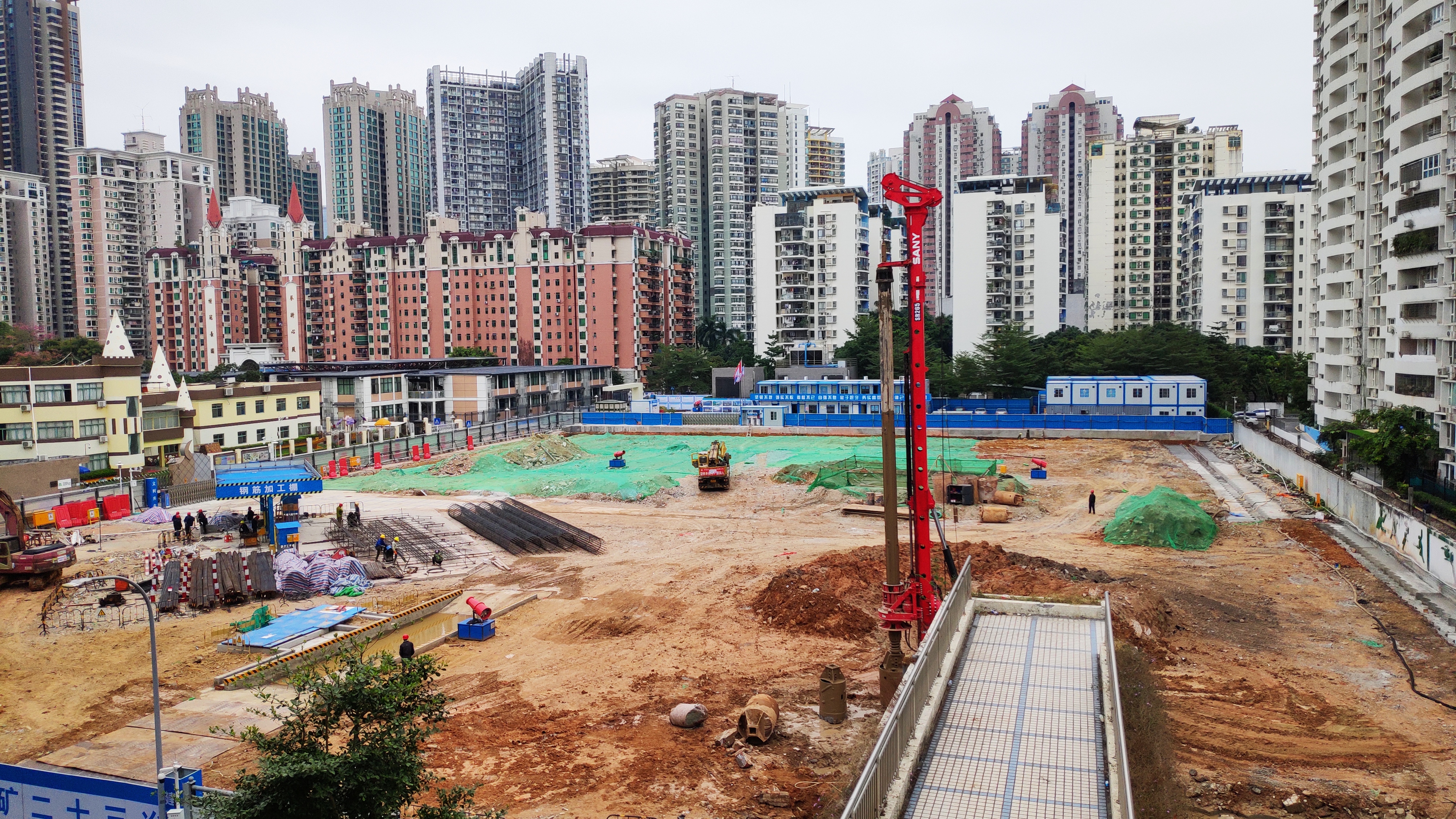
石厦小学重建工地（2018年12月）
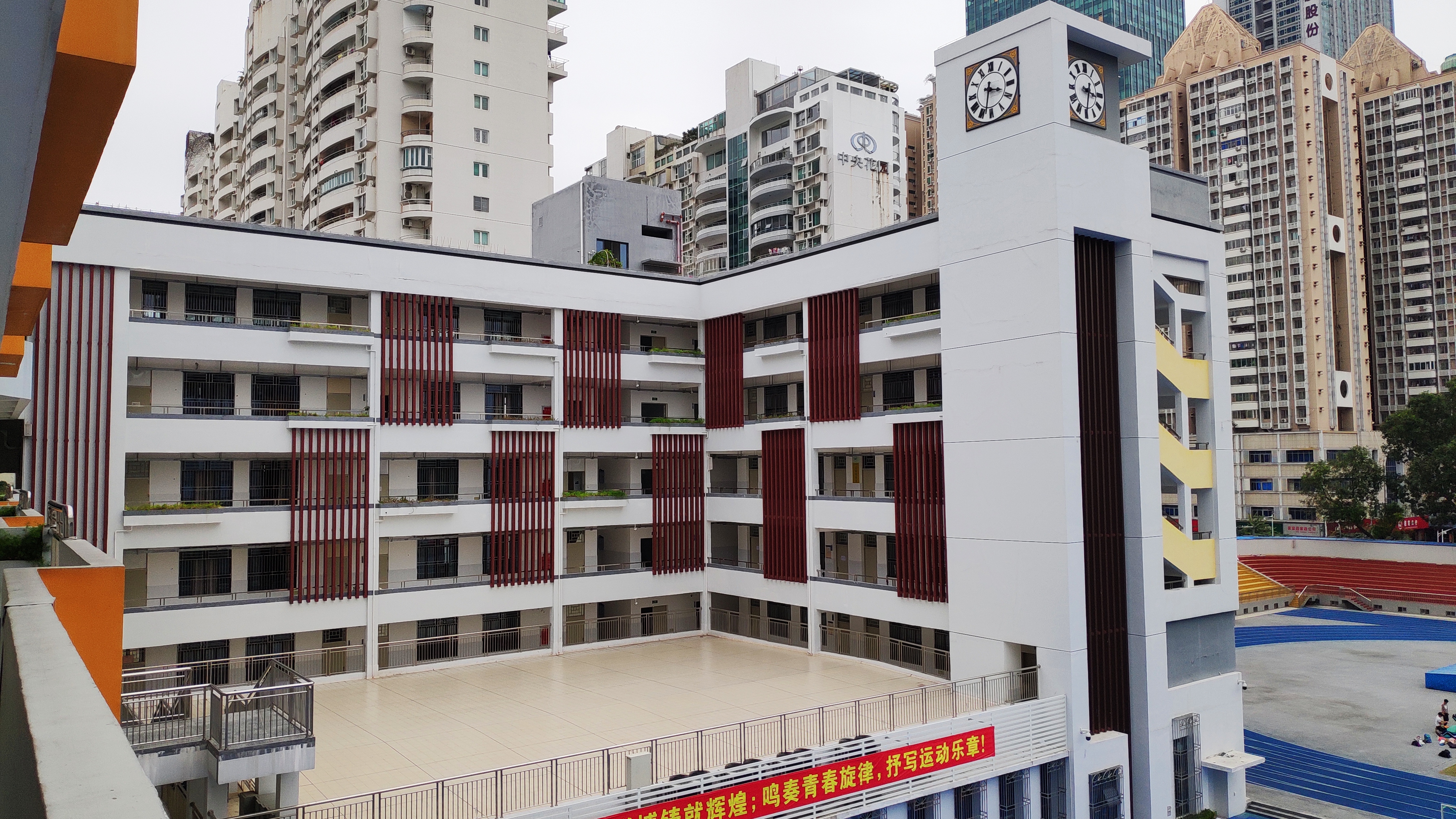
于2016年兴建的中学部综合楼
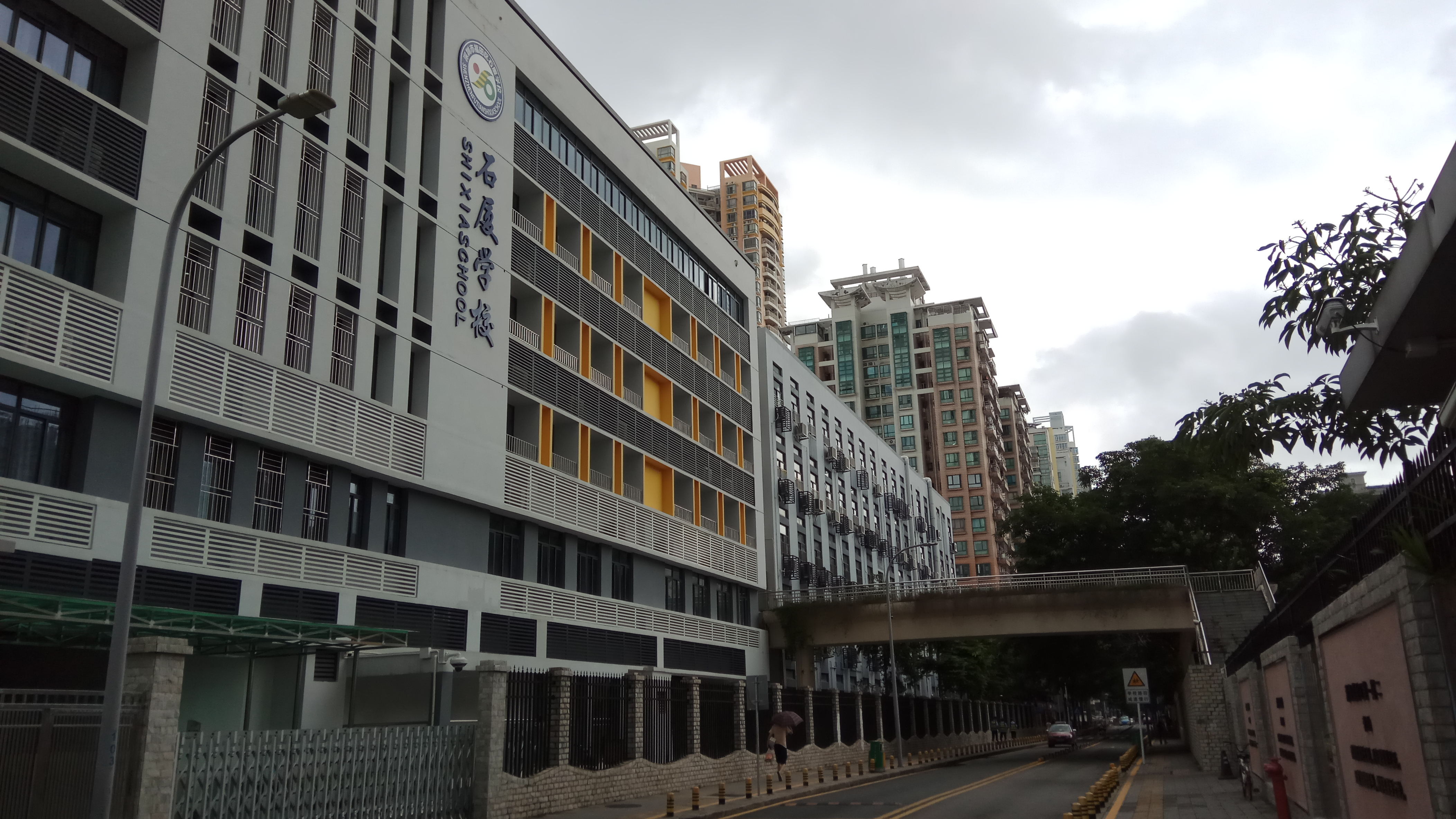
图左为中学部新综合楼，图右为连接小学部与中学部的天桥